# Psychotria ferdinandi-muelleri
Psychotria ferdinandi-muelleri är en måreväxtart som beskrevs av André Guillaumin. Psychotria ferdinandi-muelleri ingår i släktet Psychotria och familjen måreväxter. Inga underarter finns listade i Catalogue of Life.